# Onthophagus miscellaneus
Onthophagus miscellaneus là một loài bọ cánh cứng trong họ Bọ hung (Scarabaeidae).